# Dasyatis margaritella
Dasyatis margaritella е вид хрущялна риба от семейство Dasyatidae.

## Разпространение
Видът е разпространен в Ангола, Габон, Гана, Гвинея, Гвинея-Бисау, Камерун, Либерия, Мавритания, Нигерия, Сенегал и Сиера Леоне.